# Kathiri
```
   |-
       | 
Erro:
:  
valor não especificado para "
continente
"
```

Kathiri (em árabe: ٱلْكَثِيْرِي, translit. al-Kathīrī), oficialmente a Dinastia Kathiri Hadrami em Seiyun ou o Sultanato de Seiyun (em árabe: ٱلسَّلْطَنَة ٱلْكَثِيْرِيَّة - سَيْؤُوْن, translit. al-Salṭanah al-Kathīrīyah - Sayʾūn), foi um sultanato na região de Hadramaute na península Arábica, atualmente parte do Iémen e da região de Dofar de Omã.

## História

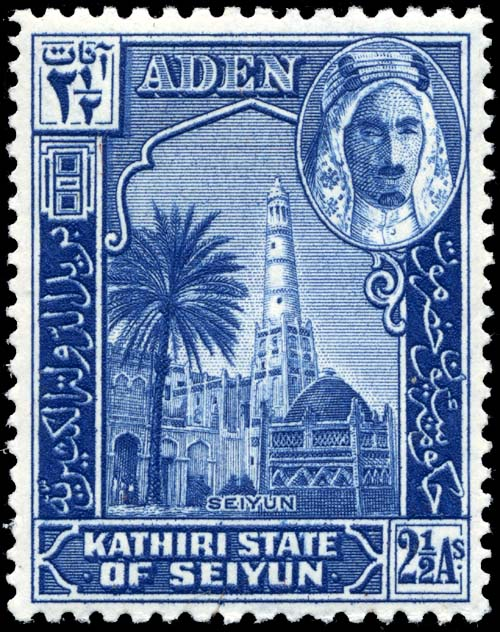
Um selo postal de 1942 que retrata o sultão e a capital

O estado Kathiri foi estabelecido em 1395 por Badr as-Sahab ibn al-Habrali Bu Tuwairik, que governou até c. 1430. Os Kathiri conquistaram Xaer na década de 1460.